# Kanton Chaunaca
Der Kanton Chaunaca ist ein Verwaltungsbezirk im Departamento Chuquisaca im südamerikanischen Anden-Staat Bolivien.

## Lage im Nahraum
Der Kanton Chaunaca ist einer von dreizehn Cantones des Landkreises (bolivianisch: Municipio) Sucre in der Provinz Oropeza und liegt im nordwestlichen Teil des Landkreises. Es grenzt im Nordwesten an das Departamento Potosí, im Westen an den Kanton Potolo, im Süden an den Kanton Maragua, im Osten an den Kanton Mamahuasi, und im Nordosten an das Municipio Poroma.
Der Kanton erstreckt sich zwischen 18° 55' und 19° 00' südlicher Breite und 65° 23' und 65° 29' westlicher Breite, er misst von Norden nach Süden und von Westen nach Osten jeweils bis zu zehn Kilometer. Der Kanton besteht aus siebzehn Ortschaften (localidades), zentraler Ort ist Chaunaca mit 188 Einwohnern (Volkszählung 2012) im südwestlichen Teil des Kantons.

## Geographie
Chaunaca liegt östlich des bolivianischen Altiplano am Westrand der Cordillera Central. Das Klima ist ein gemäßigtes Höhenklima und ein typisches Tageszeitenklima, bei dem die mittlere Temperaturschwankung im Tagesverlauf stärker ausfällt als im Jahresverlauf.
Die Jahresdurchschnittstemperatur in den Tallagen der Region liegt bei etwa 16 °C (siehe Klimadiagramm Sucre), die Monatsdurchschnittswerte schwanken zwischen 14 °C im Juni/Juli und 17 °C im Oktober/November. Der Jahresniederschlag beträgt etwa 700 mm und weist fünf aride Monate von Mai bis September mit Monatswerten unter 25 mm auf, und eine deutliche Feuchtezeit von Dezember bis Februar mit Monatsniederschlägen zwischen 125 und 150 mm.

## Bevölkerung
Die Einwohnerzahl des Kantons ist in dem Jahrzehnt zwischen den beiden letzten Volkszählungen konstant geblieben:
| Jahr | Einwohner | Quelle           |
| ---- | --------- | ---------------- |
| 1992 | 665       | Volkszählung     |
| 2001 | 666       | Volkszählung     |
| 2012 | .         | noch keine Daten |

Aufgrund der historisch gewachsenen Bevölkerungsentwicklung weist die Region einen hohen Anteil an Quechua-Bevölkerung auf, im Municipio Sucre sprechen 61,6 Prozent der Bevölkerung die Quechua-Sprache.

## Gliederung
Der Kanton Chaunaca gliedert sich in die folgenden fünf Unterkantone (vicecantones):
- Comunidad Chaunaca – 6 Ortschaften – 117 Einwohner (2001)
- Comunidad Chufles – 1 Ortschaft – 120 Einwohner
- Comunidad Tumpeka – 7 Ortschaften – 311 Einwohner
- Comunidad Chaunaca Alta – 1 Ortschaft – 67 Einwohner
- Comunidad Chaunaca Baja – 2 Ortschaften – 51 Einwohner